# Греческий проспект
Гре́ческий проспе́кт — проспект в Центральном районе Санкт-Петербурга. Проходит от 2-й Советской улицы до Госпитальной улицы. Далее продолжается Парадной улицей.

## История
Проложен в 1860-х годах.

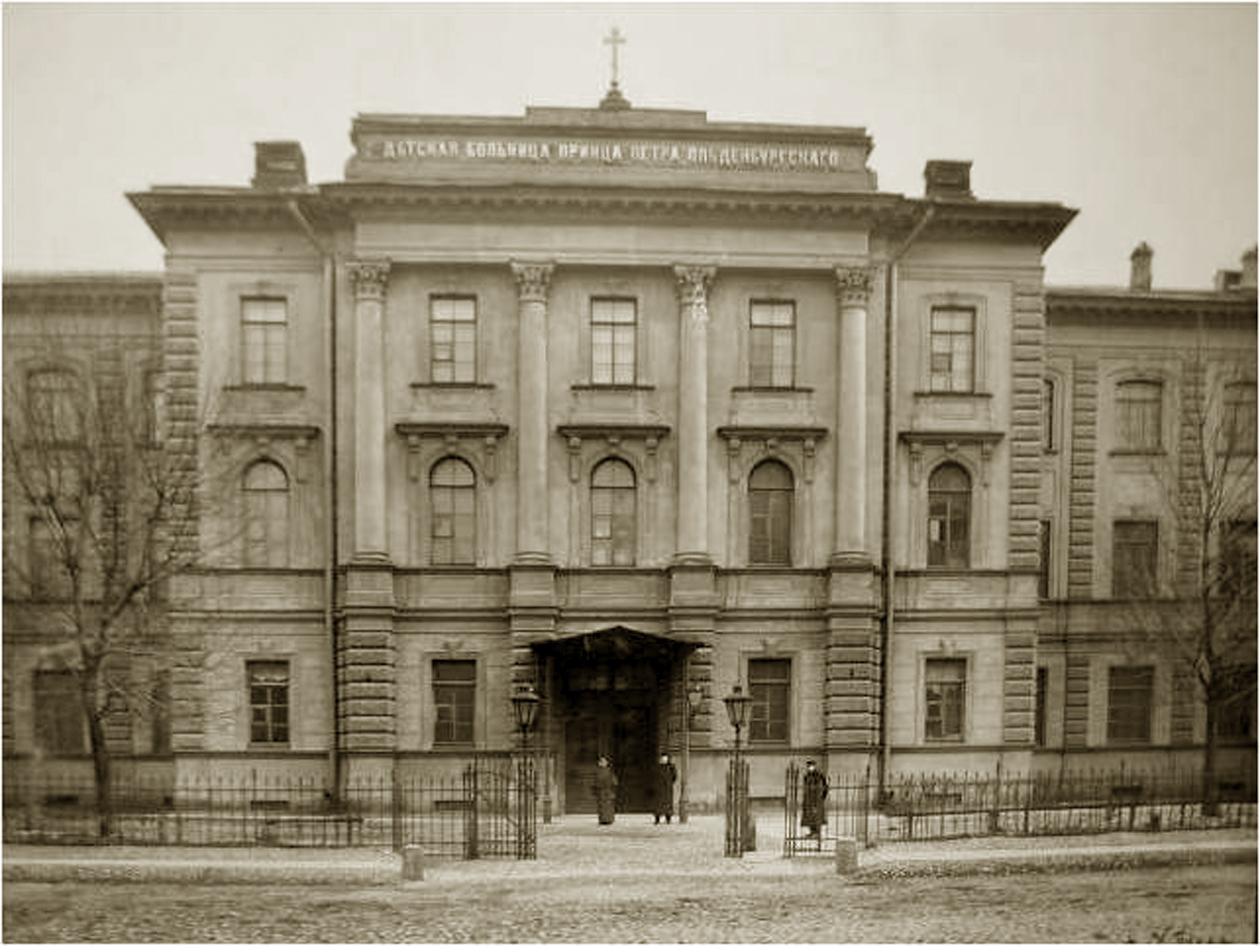
Главный фасад здания Детской больницы принца П. Г. Ольденбургского (Больница Раухфуса). Фото К. К. Буллы. 1912 год

В 1871 году назван по Греческой церкви Димитрия Солунского на Греческой площади. В 1951—2003 годах на всём протяжении проспекта проходила трамвайная линия.
На месте Греческой церкви в 1967 г. был сооружён концертный зал «Октябрьский» (Лиговский просп., д. 6, архитекторы В. А. Каменский, А. В. Жук, Ж. М. Вержбицкий, Г. М. Вланин).

## Примечательные здания и сооружения
- № 1-3 (Прудковский переулок, 1-3) — бывшее Городское начальное училище имени императора Александра II с территорией Греческого сада, 1899—1901 гг., гр. инж. Б. А. Бржостовский (проект), гр. инж. В. А. Косяков, арх. Н. А. Виташевский.  7802494000
- № 8 — бывший 2-й училищный дом им. Александра III (1899—1900, арх. Б. А. Бржостовский), современная гимназия № 166.  7802494001
- № 10—12 — «дом Бассейного товарищества собственников квартир», 1912—1913, арх. А. И. Зазерский, Э. Ф. Виррих, Н. В. Васильев, А. Ф. Бубырь.
- № 21 — бывшее 3-е реальное училище (1895—1897, арх. А. Ф. Красовский), современная гимназия № 155.  7831808000

Знаменитые жильцы:
- в доме 6: Ф. М. Достоевский (1875—1878);

- в доме 15 (5-я Советская ул., 8): В. И. Ленин и Н. К. Крупская (1905), Ю. Н. Тынянов (1919—1936), В. А. Каверин (1920-е гг.)[1].  7810510000
- в доме 17: Д. В. Купцов[2]
- в доме 23: Александр Александрович Любищев[3]